# Michael Ostheimer
Michael Ostheimer (* 4. Dezember 1875; † 16. August 1955) war ein deutscher römisch-katholischer Geistlicher.

## Werdegang
Ostheimer empfing 1898 die Priesterweihe. Von 1921 bis 1952 wirkte er als Stadtpfarrer in Starnberg. Er ließ zu Beginn der 1930er Jahre die heute denkmalgeschützte Stadtpfarrkirche neu errichten. Während der Zeit des Nationalsozialismus ermittelte das zuständige Amtsgericht gegen ihn, weil er mit erhobener Hand und „Gelobt sei Jesus Christus“ gegrüßt hatte. Gegen Ende des Zweiten Weltkriegs setzte er sich unter Lebensgefahr für KZ-Häftlinge ein und versorgte sie mit Nahrungsmitteln.
Er war Leiter des Caritasverbandes für den Landkreis Starnberg und geistlicher Beirat des Katholischen Frauenbundes sowie des Vereins für ambulante Krankenpflege.

## Ehrungen
- 1948: Ehrenbürger der Stadt Starnberg
anlässlich seines 50-jährigen Priesterjubiläums
- 1955: Verdienstkreuz (Steckkreuz) der Bundesrepublik Deutschland

## Schriften
- Starnberg am See – München: Dreifaltigkeitsverl., 1936
- Alte Pfarrkirche St. Josef, Patrozinium 19. März – München: Dreifaltigkeitsverl., 1936 (mit Hugo Schnell)

| Personendaten    | Personendaten                              |
| ---------------- | ------------------------------------------ |
| NAME             | Ostheimer, Michael                         |
| KURZBESCHREIBUNG | deutscher römisch-katholischer Geistlicher |
| GEBURTSDATUM     | 4. Dezember 1875                           |
| STERBEDATUM      | 16. August 1955                            |